# Fritz Eichler (Archäologe)
Fritz Eichler (* 12. Oktober 1887 in Graz; † 16. Januar 1971 in Wien) war ein österreichischer klassischer Archäologe.

## Leben und Leistungen
Nach Eichlers Promotion in Graz 1910 und Studienaufenthalten in Berlin, England, Italien, Griechenland und Kleinasien war er seit 1913 an der Antikensammlung des Kunsthistorischen Museums in Wien tätig. Seit  1933 war er Leiter, seit 1935 Direktor der Antikensammlung. Kurz vor seiner Pensionierung war er 1951–1952 außerdem Erster Direktor des Kunsthistorischen Museums. Bereits 1931 hatte er sich habilitiert, 1937 war er außerordentlicher Professor geworden; knapp nach seiner Pensionierung wurde er 1953 zum Ordinarius für Klassische Archäologie an der Universität Wien ernannt, in der Nachfolge von Otto Walter und damit zugleich Direktor des Österreichischen Archäologischen Instituts (ÖAI). Unter seiner Direktion wurden die Grabungen in Ephesos wieder aufgenommen und die Zweigstelle Athen des Österreichischen Archäologischen Instituts reaktiviert. Die Lehrkanzel hatte Eichler bis 1961, die Direktion des ÖAI bis 1969 inne. Nachfolgerin als Ordinaria wurde Hedwig Kenner, die die Berufung auf die Leitung des ÖAI abgelehnt hatte, wo ihm Hermann Vetters nachfolgte. Seit 1967 war er korrespondierendes Mitglied der Bayerischen Akademie der Wissenschaften. Seine Forschungsarbeiten galten der antiken Kunstgeschichte von der Kleinkunst bis zur Skulptur und war eng mit Ephesos verbunden. Er wurde am Wiener Zentralfriedhof bestattet.

## Schriften
- Führer durch die Antikensammlung. 1926.
- Die Skulpturen des Heraions von Argos. In: Jahreshefte des Österreichischen Archäologischen Instituts. Nr. 19/29, 1919, S. 15 ff.
- Die Reliefs des Heroon von Gjölbaschi-Trysa. 1950.
- Corpus Vasorum Antiquorum Österreich I. Wien, Kunsthistorisches Museum. Band 1: Die rotfigurigen attischen Trinkgefäße und Pyxiden. Schroll, Wien 1951.
- Die Bronzestatue aus Ephesos in verbesserter Wiederherstellung. In: Jahrbuch der Kunsthistorischen Sammlungen in Wien. Nr. 50, Wien 1953, S. 15 ff.
- mit Alfred Bernhard-Walcher: Corpus Vasorum Antiquorum Österreich II. Wien, Kunsthistorisches Museum. Band 2: Rotfigurige attische Vorratsgefäße. Schroll, Wien 1959.
- Nochmals die Sphinxgruppe von Ephesos. In: Jahreshefte des Österreichischen Archäologischen Instituts. Nr. 45, 1960, S. 5 ff.
- Zum Partherdenkmal von Ephesos. In: Beihefte zu Jahreshefte des Österreichischen Archäologischen Instituts. Nr. 2, 1971, S. 102 ff.